# Финтинеле (Сучава)
Финтинеле (рум. Fântânele) — село у повіті Сучава в Румунії. Входить до складу комуни Финтинеле.
Село розташоване на відстані 350 км на північ від Бухареста, 22 км на схід від Сучави, 92 км на північний захід від Ясс.

## Населення
За даними перепису населення 2002 року у селі проживали 1136 осіб, з них 1135 осіб (99,9%) румунів. Рідною мовою 1135 осіб (99,9%) назвали румунську.